# Lương Xuân Trường
Lương Xuân Trường (sinh ngày 28 tháng 4 năm 1995) là một cầu thủ bóng đá chuyên nghiệp người Việt Nam đang chơi ở vị trí tiền vệ phòng ngự cho câu lạc bộ Hồng Lĩnh Hà Tĩnh.
Lương Xuân Trường là học viên khóa I của học viện Hoàng Anh Gia Lai–Arsenal JMG và được đôn lên đội một Hoàng Anh Gia Lai vào năm 2015. Anh được đánh giá cao về nhãn quan chiến thuật, khả năng chuyền bóng và sút phạt.

## Thời thơ ấu
Lương Xuân Trường sinh ra tại Tuyên Quang, ngay từ nhỏ đã thể hiện rõ niềm đam mê trái bóng. Bố anh, Lương Bách Chiến, đã sớm phát hiện ra năng khiếu đặc biệt ở cậu con trai. Năm lên 6 tuổi, Xuân Trường đã được bố dạy cho những bài học cơ bản về bóng đá. Ông Chiến đưa ra một chế độ tập luyện khá khắc nghiệt dành cho con. Mỗi ngày, Xuân Trường phải sút vào lưới của bố 100 bàn thắng, hay tạt đủ 100 đường bóng.

## Sự nghiệp cầu thủ

### Hoàng Anh Gia Lai

#### Học viện HAGL–Arsenal JMG
Xuân Trường là một trong những cầu thủ khóa I của học viện Hoàng Anh Gia Lai – Arsenal JMG. Tại học viện, Trường nổi bật hơn các bạn cùng lứa ở kỹ năng chuyền dài và phân phối bóng, bên cạnh đó khả năng sút phạt cũng là một ưu điểm của anh. Ngày 16 tháng 11 năm 2012, giám đốc kĩ thuật câu lạc bộ Arsenal Steve Morrow đã gửi quyết định triệu tập 4 cầu thủ học viện HAGL–Arsenal JMG là Tuấn Anh, Công Phượng, Xuân Trường và Đông Triều sang Trung tâm huấn luyện Arsenal tại Luân Đôn để tập luyện, thi đấu cọ xát cùng với các cầu thủ U-17 Arsenal.

#### Đội một

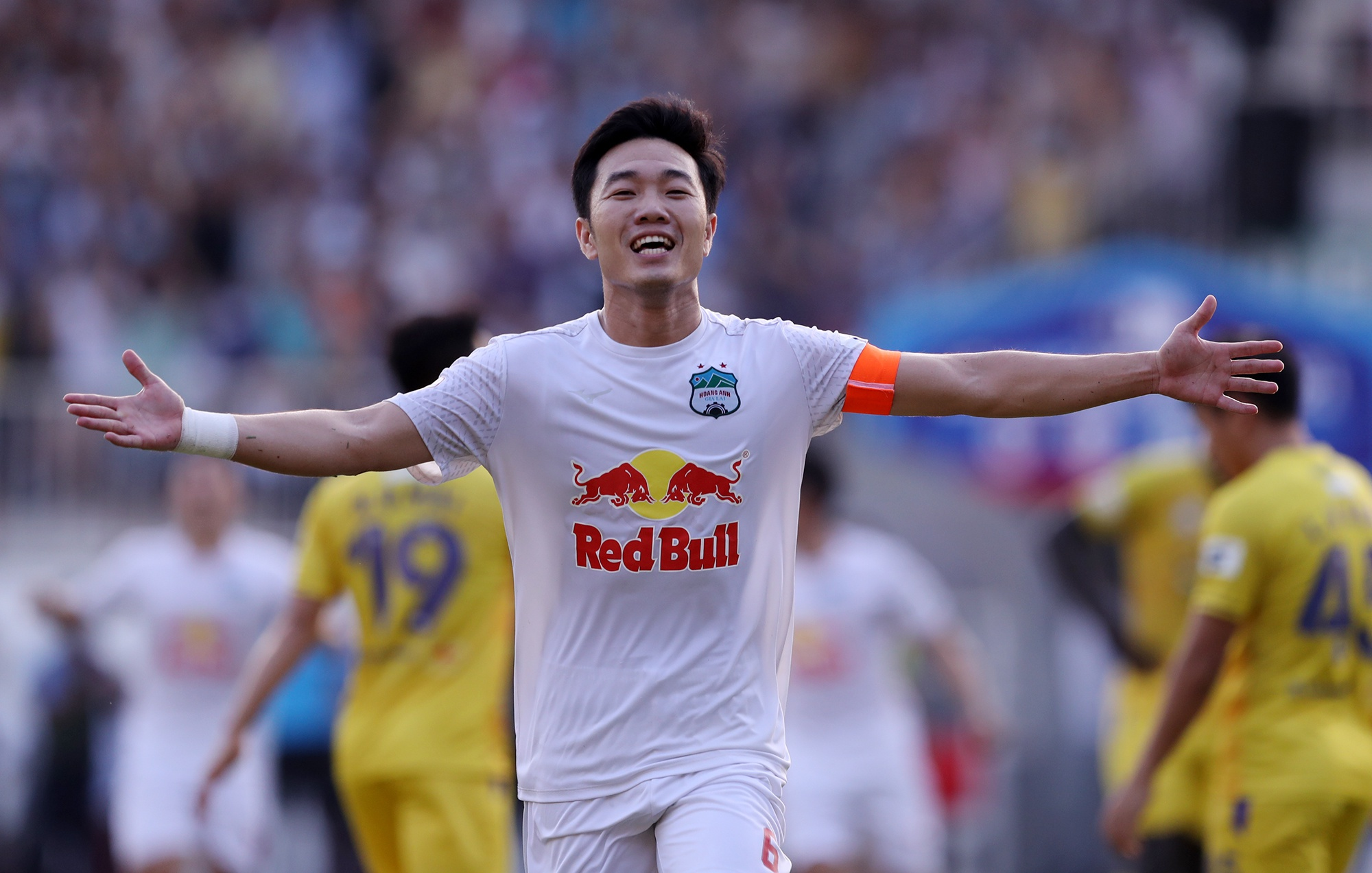
Xuân Trường ăn mừng bàn thắng ghi được trong trận đấu giữa Hoàng Anh Gia Lai và Hà Nội tại V.League 2021.

Năm 2015, Xuân Trường cùng lứa cầu thủ khóa một học viện HAGL–Arsenal JMG được đôn lên đội một thi đấu V-League 2015. Ngay trong trận ra mắt tại giải đấu cao nhất Việt Nam, Xuân Trường đã góp 1 bàn thắng trong chiến thắng 4–2 trước Sanna Khánh Hòa BVN, đây cũng là bàn thắng duy nhất của Trường tại mùa giải này. Sự non nớt về kinh nghiệm cùng với những chấn thương khiến Xuân Trường và các đồng đội có một mùa giải đầy khó khăn khi kết thúc ở vị trí thứ 13.
Đầu năm 2023, Xuân Trường chính thức chia tay HAGL sau 15 năm gắn bó.

#### Incheon United (mượn)
Ngày 28 tháng 12 năm 2015, Xuân Trường chuyển sang thi đấu cho câu lạc bộ Hàn Quốc Incheon United, đội khi ấy thi đấu tại K League Classic, theo diện cho mượn trong 2 năm với mức phí được cho là khoảng 300.000 USD/mùa. Theo lời Giám đốc điều hành Incheon United thì đây là một sự kiện lớn ở Hàn Quốc, bởi trong 30 năm qua chưa bao giờ các câu lạc bộ Hàn Quốc chuyển nhượng một cầu thủ nào trong khu vực Đông Nam Á.

Tuy nhiên, trong một năm chơi tại Incheon, Xuân Trường chỉ được tạo điều kiện ra sân ở những vòng đấu cuối, khi đội nhà vật lộn kiếm suất trụ hạng. Tổng cộng, anh ra sân 4 trận trên tổng số 38 trận của mùa giải. Ngày 20 tháng 12 năm 2016, Xuân Trường đã hoàn tất việc thanh lý hợp đồng với Incheon.

#### Gangwon FC (mượn)
Rời Incheon United, Xuân Trường chuyển sang một câu lạc bộ của Hàn Quốc khác là Gangwon FC dưới dạng hợp đồng cho mượn thời hạn 1 năm.
Đầu năm 2018, Trường đáo hạn hợp đồng và trở về câu lạc bộ Hoàng Anh Gia Lai.

#### Buriram United (mượn)
Đầu năm 2019, Xuân Trường có lần thứ 3 khoác áo một câu lạc bộ nước ngoài khi gia nhập Buriram United (Thái Lan) dưới dạng cho mượn một năm.
Sau khi ngồi dự bị ở trận thứ sáu liên tiếp, Lương Xuân Trường được tung vào sân ở phút 79 thay cho Jakkaphan Kaewprom trong trận gặp Bắc Kinh Quốc An tại AFC Champions League.
Anh đã ghi bàn thắng đầu tiên cho Buriram United bằng một pha sút phạt đẹp mắt vào lưới Nakhon Ratchasima ở vòng 9 Thai League 1. Bàn thắng này sau đó được bình chọn là Bàn thắng đẹp nhất tháng 5 của Thai League 1. Sau 4 tháng, anh chia tay Buriram United và trở về thi đấu giai đoạn 2 V-League 2019 cho Hoàng Anh Gia Lai.

### Hải Phòng
Ngày 4 tháng 1 năm 2022, Luơng Xuân Trường chính thức gia nhập câu lạc bộ Hải Phòng theo bản hợp đồng kéo dài 2 năm, với khoản tiền lót tay được cho là vào khoảng 6 tỷ đồng. Xuân Trường đã ra mắt trong trận đấu giao hữu giữa Hải Phòng và Công An Hà Nội ngày 12 tháng 1. Nhưng anh chấn thương và phải rời sân sớm ngay trận này vì rách bắp, nghi phải nghỉ thi đấu từ bốn đến sáu tuần.
Ngày 2 tháng 4, Trường chính thức ra mắt Hải Phòng khi vào sân ở phút 15 thay Lê Mạnh Dũng chấn thương trong trận gặp Nam Định ở Cúp Quốc gia. Tuy nhiên, anh đã thực hiện không thành công khi đá luân lưu khiến Hải Phòng thua Nam Định, sớm nói lời chia tay Cúp Quốc gia 2023 ngay ở vòng 1. Phát biểu sau trận đấu, huấn luyện viên Chu Đình Nghiêm cũng thừa nhận Xuân Trường chưa có thể trạng tốt nhất. Sáu ngày sau, Trường có trận đấu đầu tiên tại V.League 1 2023, khi vào sân thay người trong trận đấu gặp Công an Hà Nội ở vòng 5. Ở trận đấu này, anh thi đấu 27 phút, chơi tròn vai và cùng Hải Phòng giành lại 1 điểm.

## Thống kê sự nghiệp

### Câu lạc bộ
Tính đến ngày 22 tháng 8 năm 2023
| Câu lạc bộ            | Mùa giải       | Giải đấu       | Giải đấu | Giải đấu | Cúp quốc gia | Cúp quốc gia | Châu lục | Châu lục | Khác | Khác | Tổng cộng | Tổng cộng |
| Câu lạc bộ            | Mùa giải       | Hạng           | Trận     | Bàn      | Trận         | Bàn          | Trận     | Bàn      | Trận | Bàn  | Trận      | Bàn       |
| --------------------- | -------------- | -------------- | -------- | -------- | ------------ | ------------ | -------- | -------- | ---- | ---- | --------- | --------- |
| Hoàng Anh Gia Lai     | 2015           | V.League 1     | 18       | 1        | 0            | 0            | —        | —        | —    | —    | 18        | 1         |
| Hoàng Anh Gia Lai     | 2018           | V.League 1     | 22       | 4        | 4            | 2            | —        | —        | —    | —    | 26        | 6         |
| Hoàng Anh Gia Lai     | 2019           | V.League 1     | 11       | 2        | —            | —            | —        | —        | —    | —    | 11        | 2         |
| Hoàng Anh Gia Lai     | 2020           | V.League 1     | 14       | 0        | 0            | 0            | —        | —        | —    | —    | 14        | 0         |
| Hoàng Anh Gia Lai     | 2021           | V.League 1     | 11       | 1        | 0            | 0            | —        | —        | —    | —    | 11        | 1         |
| Hoàng Anh Gia Lai     | 2022           | V.League 1     | 18       | 1        | 2            | 0            | 6        | 0        | —    | —    | 26        | 1         |
| Hoàng Anh Gia Lai     | Tổng cộng      | Tổng cộng      | 94       | 9        | 6            | 2            | 6        | 0        | 0    | 0    | 106       | 11        |
| Incheon United (mượn) | 2016           | K League 1     | 4        | 0        | 0            | 0            | —        | —        | —    | —    | 4         | 0         |
| Gangwon FC (mượn)     | 2017           | K League 1     | 2        | 0        | 1            | 0            | —        | —        | —    | —    | 3         | 0         |
| Buriram United (mượn) | 2019           | Thai League 1  | 6        | 1        | 0            | 0            | 3        | 0        | 1    | 0    | 10        | 1         |
| Hải Phòng             | 2023           | V.League 1     | 10       | 0        | 1            | 0            | 0        | 0        | 0    | 0    | 11        | 0         |
| Hải Phòng             | 2023-24        | V.League 1     | 0        | 0        | 0            | 0            | 2        | 0        | 0    | 0    | 2         | 0         |
| Hải Phòng             | Tổng           | Tổng           | 10       | 0        | 1            | 0            | 2        | 0        | 0    | 0    | 13        | 0         |
| Tổng sự nghiệp        | Tổng sự nghiệp | Tổng sự nghiệp | 116      | 10       | 8            | 2            | 11       | 0        | 1    | 0    | 136       | 12        |

1. 1 2 3  Số trận ra sân tại AFC Champions League
2. ↑  Ra sân tại Cúp Liên đoàn Thái Lan

### Quốc tế

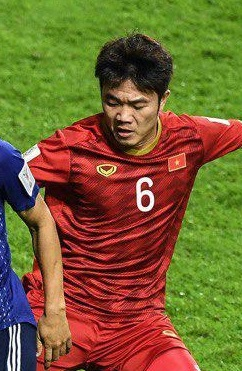
Lương Xuân Trường trong trận đấu giữa Việt Nam và Nhật Bản tại Asian Cup 2019

Tính đến ngày 27 tháng 1 năm 2022
| Đội tuyển quốc gia | Năm       | Trận | Bàn |
| ------------------ | --------- | ---- | --- |
| Việt Nam           | 2016      | 11   | 1   |
| Việt Nam           | 2017      | 5    | 0   |
| Việt Nam           | 2018      | 7    | 0   |
| Việt Nam           | 2019      | 6    | 0   |
| Việt Nam           | 2021      | 11   | 0   |
| Việt Nam           | 2022      | 1    | 0   |
| Tổng cộng          | Tổng cộng | 41   | 1   |

### Bàn thắng quốc tế
Bàn thắng của đội tuyển Việt Nam được ghi trước.
| #  | Ngày                | Địa điểm                                                 | Đối thủ           | Bàn thắng | Kết quả | Giải đấu |
| -- | ------------------- | -------------------------------------------------------- | ----------------- | --------- | ------- | -------- |
| 1. | 6 tháng 10 năm 2016 | Sân vận động Thống Nhất, Thành phố Hồ Chí Minh, Việt Nam | CHDCND Triều Tiên | 4–2       | 5–2     | Giao hữu |

U-19 Việt Nam
| #  | Ngày                | Địa điểm                                                            | Đối thủ   | Bàn thắng | Kết quả | Giải đấu                          |
| -- | ------------------- | ------------------------------------------------------------------- | --------- | --------- | ------- | --------------------------------- |
| 1. | 13 tháng 8 năm 2014 | Sân vận động Quốc gia Hassanal Bolkiah, Bandar Seri Begawan, Brunei | Indonesia | 1–0       | 3–1     | Cúp Hassanal Bolkiah 2014         |
| 2. | 11 tháng 9 năm 2014 | Sân vận động Quốc gia Mỹ Đình, Hà Nội, Việt Nam                     | Myanmar   | 2–0       | 4–1     | Giải vô địch U-19 Đông Nam Á 2014 |

U-22 Việt Nam
| #  | Ngày                | Địa điểm                                                 | Đối thủ | Bàn thắng | Kết quả | Giải đấu                                |
| -- | ------------------- | -------------------------------------------------------- | ------- | --------- | ------- | --------------------------------------- |
| 1. | 21 tháng 7 năm 2017 | Sân vận động Thống Nhất, Thành phố Hồ Chí Minh, Việt Nam | Ma Cao  | 3–0       | 8–1     | Vòng loại giải vô địch U-23 châu Á 2018 |

## Danh hiệu

### Quốc tế
U-19 Việt Nam
- Á quân giải U19 Đông Nam Á: 2013, 2014

U-23 Việt Nam / Olympic Việt Nam
- Á quân giải vô địch bóng đá U-23 châu Á: 2018
- Hạng tư môn bóng đá nam ASIAD 2018

Việt Nam
- Giải vô địch bóng đá Đông Nam Á: 2018

### Cá nhân
- Quả bóng bạc Việt Nam: 2016 [26]
- Bàn thắng đẹp nhất Thai League 1 2019.[27]

## Đời tư
Xuân Trường được mọi người đánh giá là người có suy nghĩ chững chạc và trưởng thành hơn rất nhiều so với tuổi thật của mình, đây cũng là lý do Xuân Trường thường được chọn làm đội trưởng tại các đội trẻ và hiện nay là đội trưởng của Hoàng Anh Gia Lai. Thần tượng lớn nhất của Xuân Trường là Steven Gerrard.
Xuân Trường còn được biết đến là một người sử dụng thông thạo tiếng Anh và là cầu thủ hiếm hoi được mời tham gia quảng cáo cho những thương hiệu liên quan đến giáo dục.
Năm 2014, bộ truyện tranh Học viện bóng đá ra đời gồm 10 tập, lấy cảm hứng từ Học viện bóng đá Hoàng Anh Gia Lai. Nhân vật đội trưởng Xuân Trung được xây dựng dựa theo hình mẫu Xuân Trường ngoài đời.
Năm 2020, Trường Hàn Ngữ Việt Hàn Katana đã phát hành cuốn sách "2000 Từ Vựng Chuyên Ngành Bóng Đá (Anh-Việt-Hàn)", do Lê Huy Khoa (người cũng là trợ lý ngôn ngữ của HLV Park Hang-seo) - Lê Huy Phúc - Lee Youngsub làm chủ biên, Xuân Trường được mời tham gia với vai trò hiệu đính cho cuốn sách này.
Đầu năm 2021, Xuân Trường đã chính thức đính hôn với bạn gái lâu năm là Nhuệ Giang.